# Biserica „Buna Vestire” din Vernești

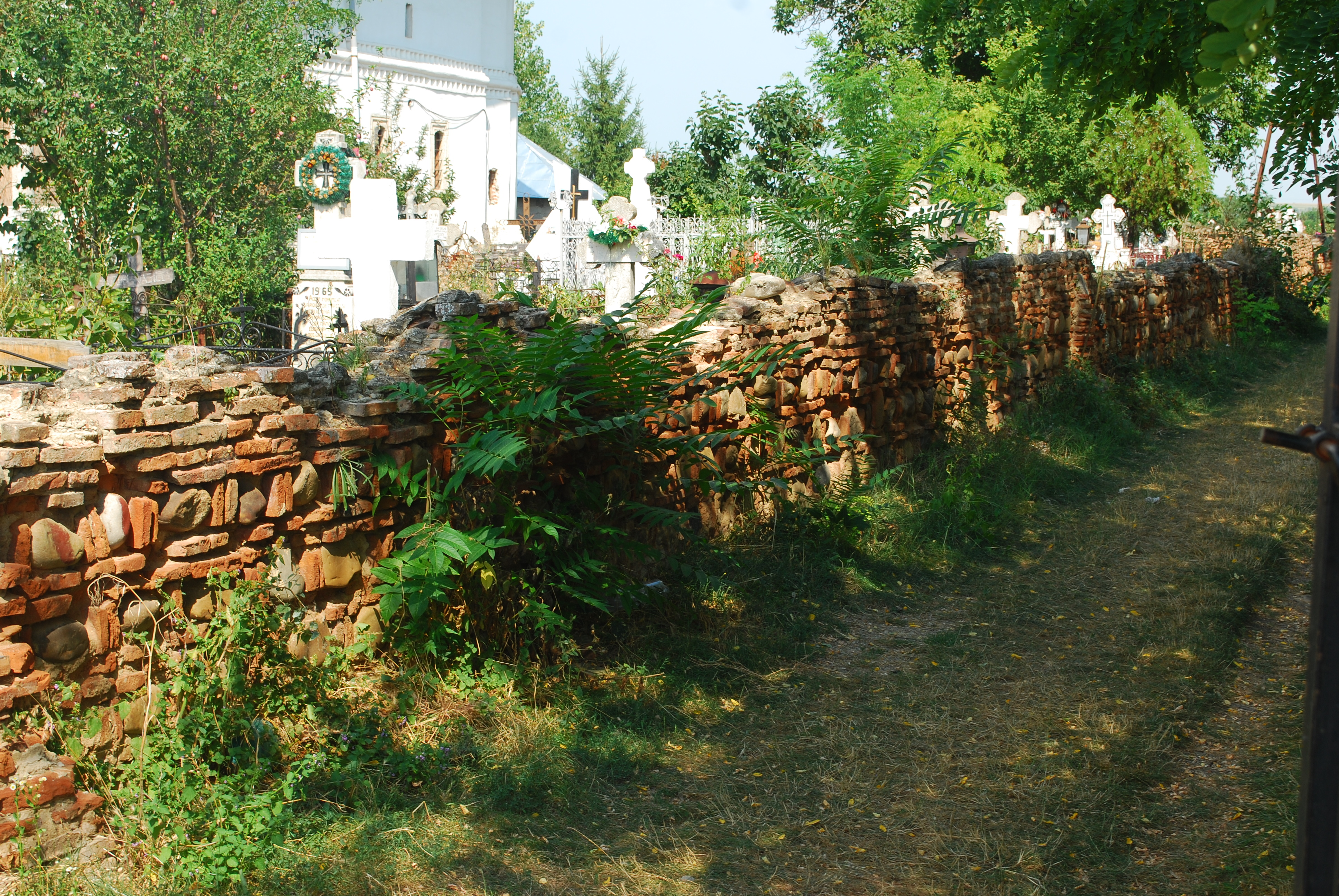
Zidul de incintă

Biserica de zid cu hramul „„Buna Vestire” este un monument de arhitectură ecleziastică situat în satul Vernești, județul Buzău. Biserica se află pe noua listă a monumentelor istorice sub codul LMI: BZ-II-a-A-02943.

## Istoric și trăsături
Biserica „Buna Vestire“ a fost construită în perioada anilor 1714-1715. Pisania, de piatră, aflată deasupra ușii de la intrare, scrisă cu litere chirilice, menționează că biserica a fost zidită în anul 1714 și pictată în anul 1721 „cu toată cheltuiala jupânilor Jipa și Lefter, fii ai logofătului Stanciu Vernescu“. Zidul de incintă, făcut din piatră și cărămidă, figurează și el pe lista monumentelor istorice. Planul bisericii este dreptunghiular, fără abside laterale, cu altar exterior în 7 laturi, cu turn clopotniță peste pronaos. Turla are formă octogonală, pe schelet din lemn la interior și tencuită la exterior. Ancadramentul ușii de la intrare este împodobit cu caneluri săpate în piatră. Pridvorul se sprijină pe coloane puternice, făcute din cărămidă, unite între ele prin arcuri trilobate, întărite cu tiranți din lemn, în stil brâncovenesc. 

## Imagini

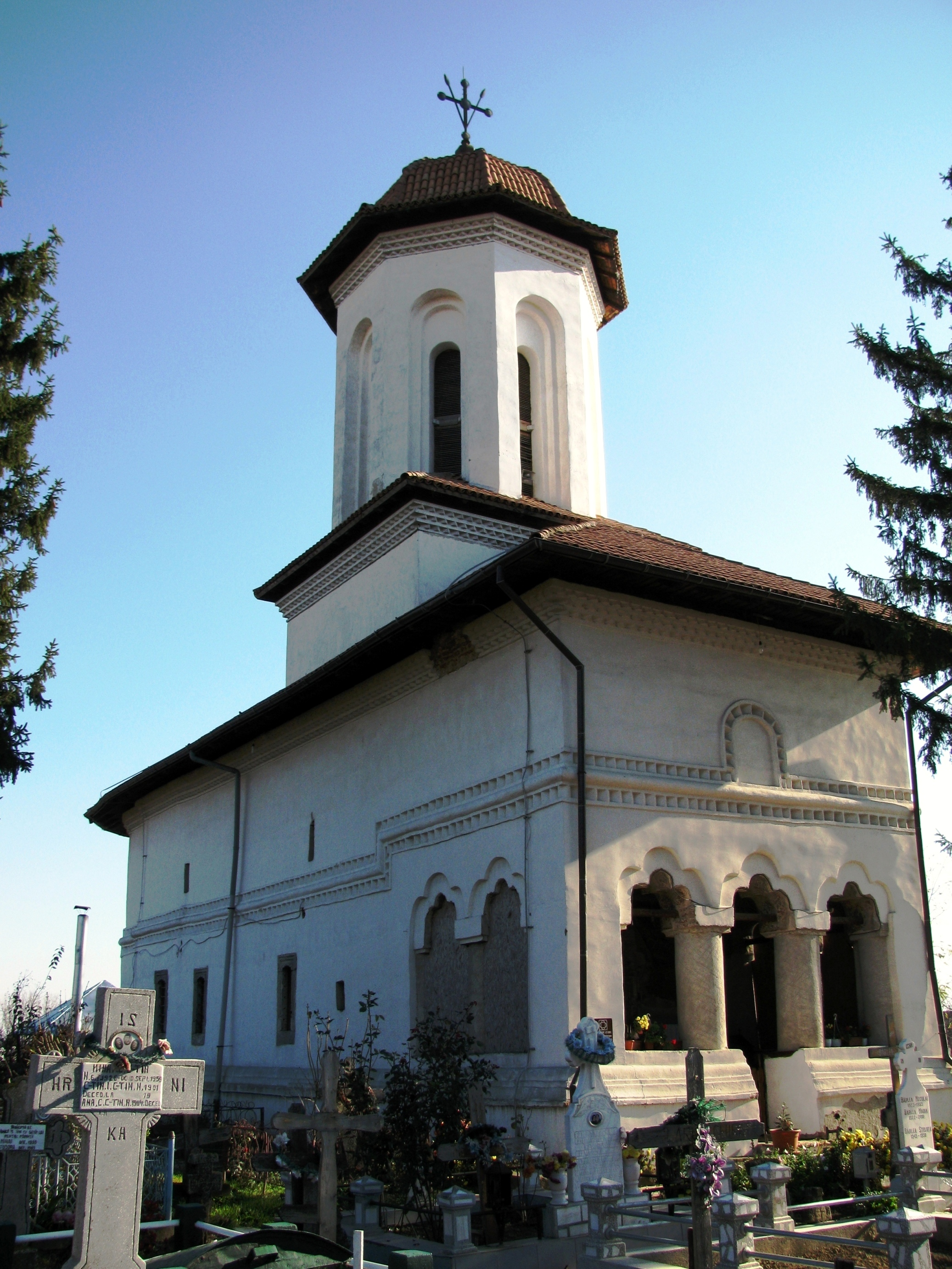
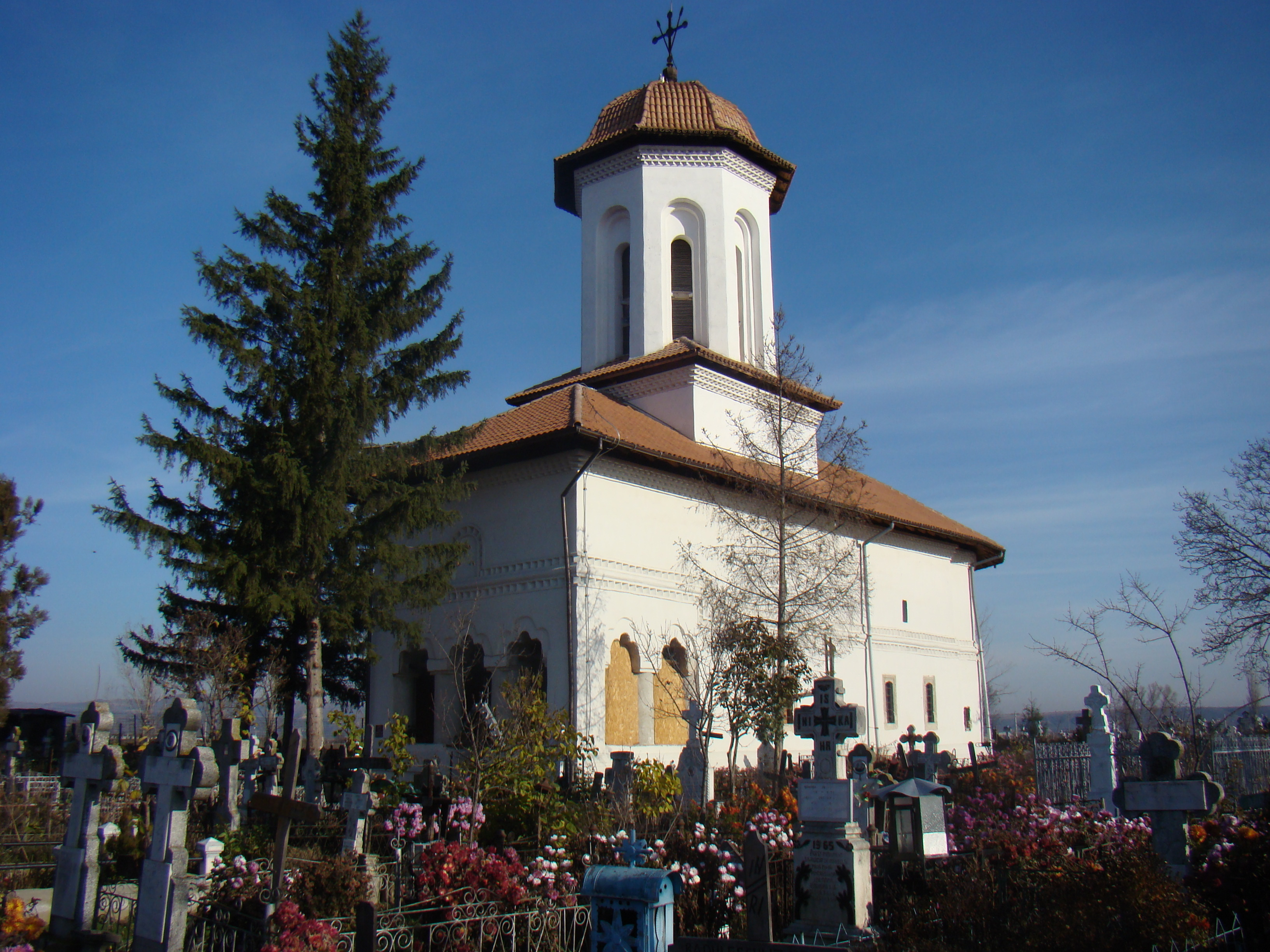